# Chantal Delsol

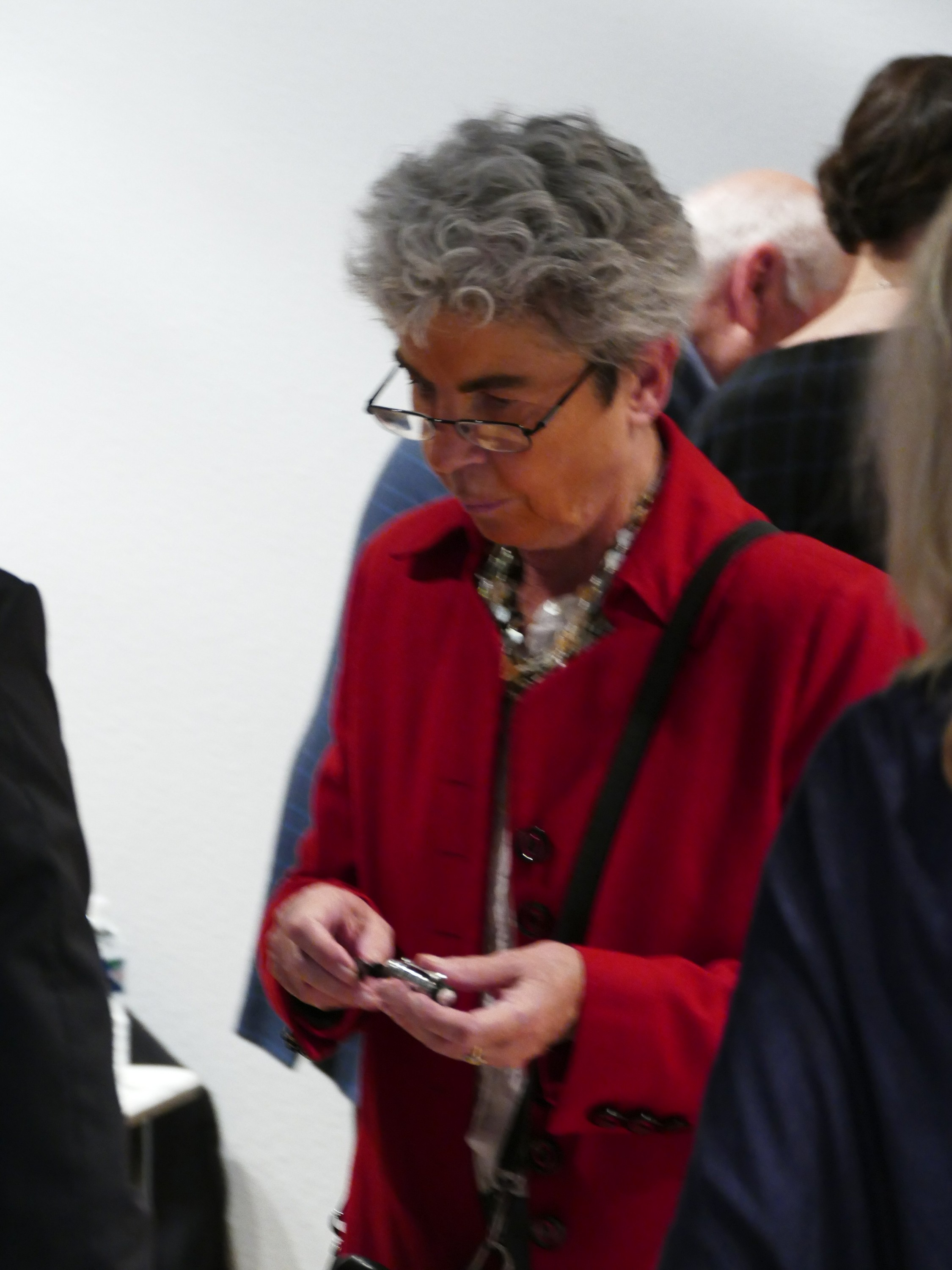
Chantal Delsol, 2015

Chantal Delsol (* 6. April 1947 in Paris), auch Chantal Millon-Delsol ist eine französische Historikerin, Philosophin und Schriftstellerin. Sie ist Professorin für Philosophie an der Universität Marne-La-Vallée.

## Leben und Werk
Delsol studierte Philosophie und war eine Schülerin von Julien Freund, der ebenso wie Hannah Arendt ihr Denken stark beeinflusste. 1982 promovierte sie an der Sorbonne zum Docteur des lettres. Bald darauf wurde sie an die Universität Marne-La-Vallée berufen, an der sie bis heute lehrt. 2007 wurde sie in die Académie des sciences morales et politiques berufen. In ihrer Forschung beschäftigt sie sich vor allem mit der Geschichte politischer Ideen, u. a. mit der historischen Entwicklung populistischer Politik. Die Wurzeln des Populismus liegen nach ihrer Auffassung darin, dass die westlichen Demokratien ihren soziologischen Universalismus dem einzelnen Bürger nicht ausreichend vermitteln konnte; dieser neige demnach dazu, „seine Befreier zu verachten“. Ihr kulturkritisches Buch Icarus Fallen: The Search for Meaning in an Uncertain World löste in der Fachwelt eine längere Debatte aus, wurde jedoch überwiegend positiv aufgenommen. 2001 wurde sie für ihr Werk mit dem Preis der Académie française ausgezeichnet. Im deutschsprachigen Raum ist sie dagegen primär als Romanautorin (u. a. Julias Geschichte, 2004) bekannt.
Delsol tritt in Frankreich auch als Public Intellectual auf und vertritt Positionen des Liberalismus und Personalismus und ist Anhängerin eines föderal gegliederten Europa. 2006 stellte sie sich – wie einige andere französische Intellektuelle – demonstrativ hinter Robert Redekers Islam-Kritik.